# Sân bay Oława-Stanowice
Sân bay Oława-Stanowice là một sân bay quân sự cũ ở Ba Lan có từ Thế chiến II, nằm 12 km về phía tây bắc của Oława, giữa làng Stanowice và sông Oława. Ban đầu nó được người Đức sử dụng làm sân bay Luftwaffe với tên mã là "Kopernikus". Máy bay ném bom đã bay từ đây trong các nhiệm vụ chống lại các thành phố của Ba Lan.
Sau năm 1945 nơi đây bị quân đội Liên Xô chiếm đóng. Đến lúc đó nơi đây được dùng làm sân bay dự phòng. Nó không bao giờ được sử dụng như một sân bay chính do thiếu đường băng. Máy bay trực thăng và máy bay điều khiển pít-tông đã đóng quân tại đây. Ngoài ra, hạ cánh dù đã được thực hiện tại sân bay.
Sân bay đã không được sử dụng kể từ khi quân đội Liên Xô rút đi vào ngày 15 tháng 10 năm 1992. Nỗ lực đưa di sản vào trật tự làm việc đã được thực hiện, chẳng hạn như nội địa hóa của một nhà máy Bahlsen. Một chuỗi các nơi trú ẩn cho các nạn nhân lũ lụt đã được dựng lên trên các căn cứ.
Sân bay có đường băng cỏ 13,31 có kích thước 2500 x 60 m (độ cao 128 m) và thường được gọi là Oława-Marcinkowice theo tên của một ngôi làng gần đó.